# Mortimer West End
Mortimer West End est une paroisse civile et un village du Hampshire, en Angleterre.